# Князево (Омская область)
Князево — село в Называевском районе Омской области. Административный центр Князевского сельского поселения.

## История
Основано в 1886 г. В 1928 г. состояло из 78 хозяйств, основное население — русские. Центр Князевского сельсовета Называевского района Омского округа Сибирского края.

## Население
| 1926 | 2002 | 2010 |
| ---- | ---- | ---- |
| 428  | ↗782 | ↘591 |